# Tobrilus lomnickii
Tobrilus lomnickii is een rondwormensoort uit de familie van de Tobrilidae. De wetenschappelijke naam van de soort is voor het eerst geldig gepubliceerd in 1911 door Grochmalicki.